# Бурджар
Бурджа́р (узб. Bo‘rjar, Бўржар; старое название — Ракатсу) — канал в Ташкенте, левый отвод канала Анхор (иногда рассматривается как левый отвод канала Бозсу). Несмотря на сравнительно малую длину (5,4 км), входит в число многоводных каналов города (расход воды составляет 33 м³/сек). На Бурджаре построена Бурджарская ГЭС.

## Описание
Берёт начало из Анхора, недалеко от проспекта Космонавтов (по одному из берегов здесь располагается бывшая резиденция Президента Узбекистана «Аксарай», ныне являющаяся музеем Первого Президента; с другой стороны пролегает улица Бешагач). При этом название «Анхор» остаётся у меньшего по объёму канала, который уходит несколько вбок, к западу. Бурджар же течёт отсюда на юго-запад, сохраняя направление и большую часть вод Анхора до момента разделения. Иногда вышележащий участок общего русла относят к каналу Бозсу, считая, таким образом, что Анхор начинается одновременно с Бурджаром.
Далее Бурджар поочерёдно пересекает несколько крупных проездов столицы. На канале построено 5 мостов: для проспекта Космонавтов, улицы Фурката / Бабура, улицы Мукими, улицы Чапаната, Малой Кольцевой дороги. Участок Бурджара непосредственно перед его окончанием убран в гидротехнические трубы, по которым вода проходит под железной дорогой «Ташкент — Самарканд» и улицей Чаштепа. Берега канала почти всюду обрывистые.
На берегах Бурджара располагаются Национальный парк имени Алишера Навои, стадион «Шарк», до 2010 г. — Троллейбусное депо № 2. Практически на всём протяжении (кроме подземного участка перед впадением) по каналу проведена граница Чиланзарского и Яккасарайского районов Ташкента.
За Чаштепинской улицей Бурджар впадает в канал Салар.

## Бурджарская ГЭС
Ниже проспекта Космонавтов (41°18′19″ с. ш. 69°15′13″ в. д.) на канале возведена Бурджарская ГЭС (1933—1936 гг.), где впервые в СССР был применён автоматический гидроклапан напорного бассейна конструкции СРПП (РМЗ). Высота напора воды — 18,5 метров, мощность электростанции (по данным 1983 г.) — 6,4 МВт. Согласно энциклопедии «Ташкент», с пульта управления Бурджарской ГЭС осуществляется управление и другими ГЭС Бозсуйской системы, расположенными в пределах Ташкента — Бозсуйской и Шейхантаурской.

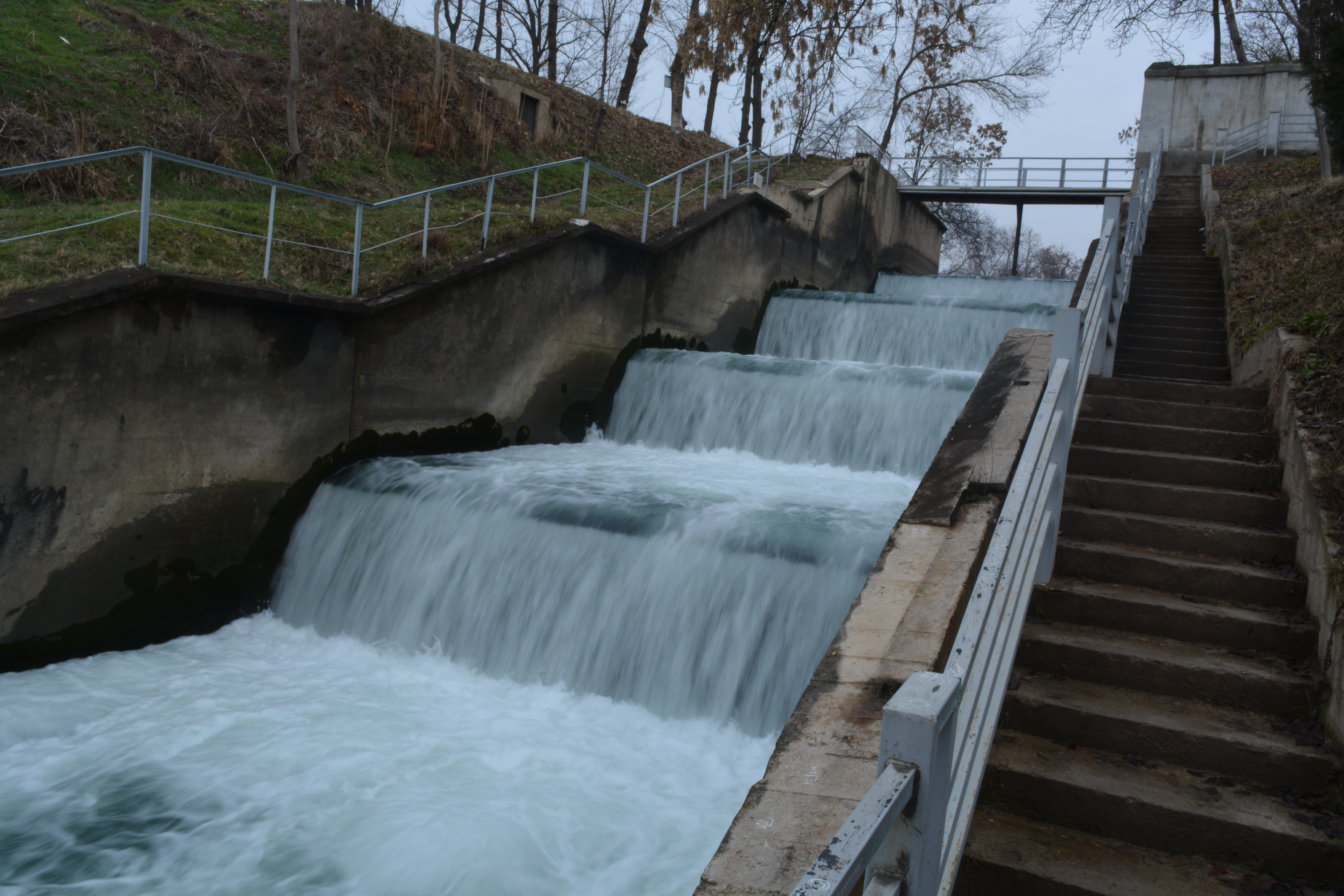
Каскад

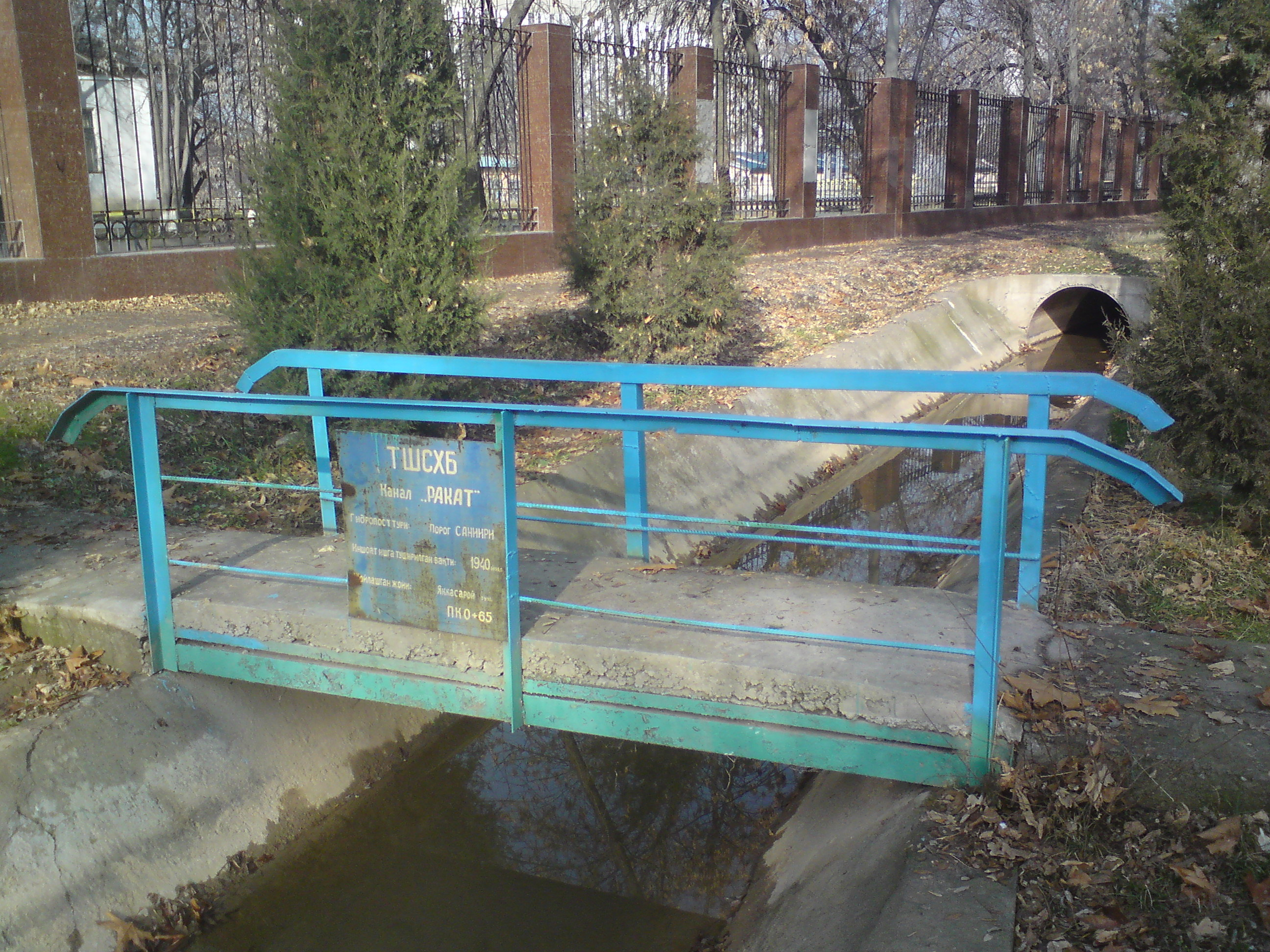
Ракатбоши

## Отводы Бурджара
Правым отводом Бурджара является крупный канал Актепа (Актепе), который берёт начало в районе Национального парка им. А. Навои (41°17′50″ с. ш. 69°14′30″ в. д.).
Непосредственно перед Бурджарской ГЭС влево отходит небольшой канал (арык) Ракатбоши или Ракат (41°18′19″ с. ш. 69°15′17″ в. д.).